# Thomas Rath (Fußballspieler)
Thomas Rath (* 26. Juli 1970 in Schwedt/Oder) ist ein ehemaliger deutscher Fußballspieler. Er spielte sowohl im DFV- als auch im DFB-Spielbetrieb in der höchsten Spielklasse. Vor und nach dem Mauerfall spielte Rath für beide Verbände in internationalen Vergleichen im Nachwuchsbereich.

## Sportliche Laufbahn
Rath kam 1987 als 17-Jähriger von der BSG Chemie PCK Schwedt zur Juniorenoberligamannschaft des FC Vorwärts Frankfurt/Oder, dem Fußballclub der Armeesportvereinigung Vorwärts. Mit 16 Treffern belegte er in der ostdeutschen U-18-Elitespielklasse hinter Carsten Wittiber (18 Tore) Zweiter in der Torschützenliste. In der Saison 1987/88 wurde er aber auch bereits im Männerbereich eingesetzt, absolvierte dabei sieben Punktspiele mit der 2. Mannschaft des FCV in der zweitklassigen Liga. Parallel stieg die 1. Elf der Frankfurter in diesem Spieljahr aus der Oberliga ab.
In den Spielzeiten 1988/89 und 1989/90 trat der FC Vorwärts deshalb in Liga spielen. In dieser Zeit bestritt der 1,90 Meter große Rath für die Frankfurter als Stürmer 52 Zweitligaspiele, in denen er 16 Tore erzielte. Nachdem der FCV 1990 die Rückkehr in die Oberliga geschafft hatte, gehörte Rath in der letzten Spielzeit der Oberliga 1990/91 zum Spielerstamm des FC Vorwärts, der sich noch während der Saison in den zivilen Frankfurter FC Viktoria umstrukturierte. Bereits am 1. Oberligaspieltag bestritt Rath das erste Erstligaspiel seiner Laufbahn. In der Begegnung FC Vorwärts – Hallescher FC (3:3) wurde er als linker Stürmer eingesetzt und erzielte schon nach 23 Minuten sein erstes Oberligator. Von den 26 Punktspielen der Saison absolvierte Rath 22 Partien als Linksaußen und wurde mit fünf Treffern bester Frankfurter Torschütze. Da der FC Viktoria in der Qualifikation für den DFB-Spielbetrieb nur die drittklassige Oberliga Nordost erreicht hatte, verließ Rath im Sommer 1991 Frankfurt.
Zur Saison 1991/92 schloss er sich dem Berliner Zweitligisten Hertha BSC an. Auch bei den Berlinern gehörte Rath vom 1. Spieltag an zur Stammelf. Unter dem Ex-Jenaer Trainer Bernd Stange bestritt er 28 der 32 Punktspiele in der 2. Bundesliga, in denen er auf fünf Tore kam. Am 15. Oktober 1991 kam Rath im U-21-Länderspiel Deutschland – Marokko (2:0) noch einmal zu einem internationalen Einsatz. In der 42. Minute erzielte er das 1:0. Nach nur einer Spielzeit in Berlin wechselte Rath zur Saison 1992/93 zu Dynamo Dresden in die 1. Bundesliga. Dort blieb er für drei Spielzeiten, absolvierte hauptsächlich als Mittelfeldspieler 75 von 118 ausgetragenen Punktspielen und erzielte sechs Tore.
Rath führte Dynamo als Kapitän zum bisher letzten Erstligaspiel in der Vereinsgeschichte gegen Bayer Leverkusen (2:2) auf den Platz. Die Kapitänsbinde vermachte er dem Dresdner Fußballmuseum.
Nach dem Abstieg von Dynamo Dresden wechselte Rath im Sommer 1995 zum SC Freiburg. Er war der erste Profi, für den Freiburg mehr als eine Million Euro Ablösesumme gezahlt hat. Im zweiten Jahr war er dort nur noch Ersatzspieler, denn er bestritt lediglich zehn Begegnungen über die volle Spieldauer und stand auch nur 19-mal in der Startelf. In jeder der zwei Spielzeiten schoss er ein Tor.
Seine Karriere als Fußballprofi beschloss Rath in der Saison 1997/98 beim Zweitligisten VfB Leipzig, wo er zwischen dem 1. und 12. Spieltag noch zu drei Kurzzeiteinsätzen kam. Wegen eines Achillessehnenrisses im Alter von 27 Jahren, gefolgt von drei Operationen, wurde er Ende 1999 im Alter von 29 Jahren zum Sportinvaliden.

### Auswahleinsätze
Anfang 1988 wurde Rath in den Kader der DDR-Juniorenauswahl aufgenommen und bestritt zwei U-18-Länderspiele für den DFV. Anfang 1989 gehörte der FCV-Kicker zum Aufgebot der ostdeutschen U-20-Mannschaft für die Juniorenweltmeisterschaft in Saudi-Arabien. Die DDR schied nach den drei Vorrundenspielen aus, Rath war dabei in zwei Begegnungen als Mittelfeldspieler eingesetzt worden.
Im Anschluss an seine Juniorenzeit wurde Rath in die DDR-Olympiaelf berufen, mit der er mehrere Testspiele bestritt. Noch vor Beginn der Qualifikationsspiele für Olympia 1992 wurde die Mannschaft im Zuge der deutschen Wiedervereinigung zurückgezogen. 1991 trat er für die U-21-Nationalmannschaft des DFB an. In zwei Testspielen für den nun gesamtdeutschen Nachwuchs gelang Rath ein Treffer.

## Weiterer Werdegang
Rath lebt in Dresden-Niedersedlitz. Aufgrund dauernder Rückenbeschwerden ist er EU-Rentner.